# Richard Fullbright
Richard W. „Dick“ Fullbright (* 1901 in Paris, Texas; † 17. November 1962 in New York) war ein US-amerikanischer Jazzmusiker (Kontrabass, Basssaxophon, Tuba).

## Leben
Fullbright begann seine Karriere als Tubist in Minstrel Shows wie den Virginia Minstrels. Von 1926 bis 1928 spielte er bei Alonzo Ross and His DeLuxe Syncopaters, anschließend in Florida bei Luckey Roberts. Nach seinem Umzug nach New York City arbeitete er mit Lou Henry, Charlie Skeete und Bingie Madison, 1930/31 bei Elmer Snowden und anschließend bis 1937 bei Teddy Hill, mit dem er auch auf eine Europatournee ging. 
Ende der 1930er Jahre arbeitete Fullbright sowohl als Bassist als auch als Tubist; er spielte u. a. mit Billy Hicks und Dave Martin in New Yorker Hotels. Von 1939 bis 1941 spielte er bei Zutty Singleton; von 1943 bis 1947 gehörte er zur Band von Alberto Soccaras. Anschließend trat er als freischaffender Musiker mit Noble Sissle im New Yorker Club Diamond Horseshoe auf und spielte mit Buck Washington und Cootie Williams. Im Laufe seiner Karriere wirkte er bei 27 Aufnahmesessions zwischen 1927 und 1950 mit, außer den Genannten bei Frankie Newton, King Oliver, Mamie Smith, Trixie Smith, Clarence Williams, Cow Cow Davenport, Dickie Wells, Django Reinhardt sowie Sidney Bechet. 1958 zog sich Fullbright aus dem Musikgeschäft zurück.

## Lexigraphische Einträge
- Leonard Feather, Ira Gitler: The Biographical Encyclopedia of Jazz. Oxford University Press, New York 1999, ISBN 0-19-532000-X.
- Texas State Historical Association Handbook of Texas Online